# Golaghat
Golaghat ist eine Stadt im indischen Bundesstaat Assam.
Die Stadt ist Hauptort des Distrikts Golaghat. Golaghat hat den Status eines Municipal Boards. Die Stadt ist in 13 Wards gegliedert. Sie hatte am Stichtag der Volkszählung 2011 41.989 Einwohner, von denen 21.513 Männer und 20.476 Frauen waren. Hindus bilden mit einem Anteil von über 77 % die Mehrheit der Bevölkerung in der Stadt. Muslime bilden eine Minderheit von über 19 %. Die Alphabetisierungsrate lag 2011 bei 90,9 % und damit deutlich über dem nationalen Durchschnitt.
Von wirtschaftlicher Bedeutung ist der Anbau von Tee. Die Bewegung der kleinen Teebauern in Assam wurde von Golaghat aus gestartet.